# John Agar
John G. Agar (Chicago, 31 gennaio 1921 – Burbank, 7 aprile 2002) è stato un attore statunitense.

## Biografia
Primo dei quattro figli di Lillian Rogers e di John Agar Sr., industriale della carne in scatola, John Agar nacque a Chicago e frequentò la Harvard School for Boys e il college Lake Forest Academy nell'Illinois. Dopo il diploma al Trinty-Pawling Preparatory School di New York, nel 1942 seguì la famiglia da Chicago a Los Angeles, e si arruolò nello United States Army Air Corps, arrivando a Hollywood come assistente militare per collaborare alla realizzazione di diversi film patriottici prodotti all'epoca della Seconda guerra mondiale.
Nel 1945 sposò la diciassettenne Shirley Temple e debuttò al suo fianco - con il ruolo del tenente Manuel O'Rourke - ne Il massacro di Fort Apache (1948), primo film della trilogia western che il regista John Ford dedicò alla Cavalleria degli Stati Uniti. L'anno successivo Agar partecipò anche al secondo film della trilogia, I cavalieri del Nord Ovest (1949), in cui interpretò il ruolo del tenente Flint Cohill accanto a John Wayne, già suo partner nel precedente western. Nello stesso anno Agar fu nuovamente al fianco di Wayne in un classico del genere bellico, Iwo Jima, deserto di fuoco (1949), diretto dal veterano Allan Dwan.
La carriera di Agar raggiunse l'apice e, dopo un'altra apparizione a fianco della Temple nella commedia Diana vuole la libertà (1949), e un ruolo da co-protagonista nel dramma politico Lo schiavo della violenza (1949), a fianco di Robert Ryan e Laraine Day, l'attore conobbe una fase di declino durante la prima metà degli anni cinquanta, periodo in cui ottenne sporadiche scritture, prevalentemente in film western quali Sabbie rosse (1951) di Raoul Walsh, e in avventure esotiche come Il falco di Bagdad (1951), accanto a Lucille Ball.
Nel 1955 Agar ebbe l'occasione di rilanciare la propria carriera, grazie al ruolo dello scienziato Clete Ferguson nel film La vendetta del mostro (1955), diretto da Jack Arnold e sequel del celebre classico Il mostro della laguna nera (1954). Grazie al successo ottenuto dal film, l'attore legò il proprio nome ad altre pellicole dell'horror fantascientifico, quali Tarantola (1955), ancora per la regia di Arnold, Nel tempio degli uomini talpa (1956), La figlia del dottor Jekyll (1957) di Edgar G. Ulmer e The Brain from Planet Arous (1957).
Negli anni sessanta, Agar divise i propri impegni tra cinema e televisione, comparendo in diverse produzioni per il piccolo schermo, tra cui i telefilm Perry Mason (1959), Gli uomini della prateria (1959-1960), Tre nipoti e un maggiordomo (1967), Reporter alla ribalta (1968), e Il virginiano (1964-1968). Alla fine del decennio fu particolarmente attivo sul grande schermo nei western I due invincibili (1969), Chisum (1970), entrambi diretti da Andrew V. McLaglen, e Il grande Jake (1971) di George Sherman, ritrovando in tutte e tre le pellicole il vecchio partner John Wayne.
Tra le ultime apparizioni cinematografiche dell'attore, va ricordata quella nell'horror Cabal (1990) di Clive Barker.

## Vita privata
Dal matrimonio con Shirley Temple, sposata nel 1945, Agar ebbe una figlia, Linda Susan, nata nel 1948. La coppia divorziò nel 1950 e, l'anno successivo, Agar sposò la modella Loretta Barnett Combs, da cui ebbe due figli maschi, Martin e John G. III. Il matrimonio durò fino alla scomparsa della Combs nel 2000, mentre Agar morì due anni più tardi, il 7 aprile 2002, per le complicazioni di un enfisema.

## Filmografia parziale

### Cinema
- Il massacro di Fort Apache (Fort Apache), regia di John Ford (1948)
- Diana vuole la libertà (Adventure in Baltimore), regia di Richard Wallace (1949)
- Lo schiavo della violenza (I Married a Communist), regia di Robert Stevenson (1949)
- I cavalieri del Nord Ovest (She Wore a Yellow Ribbon), regia di John Ford (1949)
- Iwo Jima, deserto di fuoco (Sands of Iwo Jima), regia di Allan Dwan (1949)
- Normandia (Breakthrough), regia di Lewis Seiler (1950)
- Sabbie rosse (Along the Great Divide), regia di Raoul Walsh (1951)
- Il falco di Bagdad (The Magic Carpet), regia di Lew Landers (1951)
- Minnesota (Woman of the North Country), regia di Joseph Kane (1952)
- Man of Conflict, regia di Hal R. Makelim (1953)
- Bait, regia di Hugo Haas (1954)
- The Rocket Man, regia di Oscar Rudolph (1954)
- Il colpevole è tra noi (Shield for Murder), regia di Howard W. Koch e Edmond O'Brien (1954)
- Il pescatore di Haiti (The Golden Mistress), regia di Abner Biberman (1954)
- La vendetta del mostro (Revenge of the Creature), regia di Jack Arnold (1955)
- The Lonesome Trail, regia di Richard Bartlett (1955)
- Hold Back Tomorrow, regia di Hugo Haas (1955)
- Tarantola (Tarantula), regia di Jack Arnold (1955)
- Esecuzione al tramonto (Star in the Dust), regia di Charles F. Haas (1955)
- Nel tempio degli uomini talpa (The Mole People), regia di Virgil W. Vogel (1956)
- La carne e lo sperone (Flesh and the Spur), regia di Edward L. Cahn (1957)
- Joe Butterfly, regia di Jesse Hibbs (1957)
- La figlia del dottor Jekyll (Daughter of Dr. Jekyll), regia di Edgar G. Ulmer (1957)
- The Brain from Planet Arous, regia di Nathan Juran (1957)
- L'agguato delle cinque spie (Ride a Violent Mile), regia di Charles Marquis Warren (1957)
- Jet Attack, regia di Edward L. Cahn (1958)
- Attack of the Puppet People, regia di Bert I. Gordon (1958)
- Lo sceriffo è solo (Frontier Gun), regia di Paul Landres (1958)
- Assalto dallo spazio (Invisible Invaders), regia di Edward L. Cahn (1959)
- Raymie, regia di Frank McDonald (1960)
- Fall Girl, regia di R. John Hugh (1961)
- Viaggio al settimo pianeta (Journey to the Seventh Planet), regia di Sidney W. Pink (1962)
- Hand of Death, regia di Gene Nelson (1962)
- I giovani eroi (The Young and the Brave), regia di Francis D. Lyon (1963)
- Amore e desiderio (Of Love and Desire), regia di Richard Rush (1963)
- Cavalleria commandos (Cavalry Command), regia di Eddie Romero (1963)
- La legge dei fuorilegge (Law of the Lawless), regia di William F. Claxton (1964)
- Duello a Thunder Rock (Stage to Thunder Rock), regia di William F. Claxton (1964)
- I lupi del Texas (Young Fury), regia di Christian Nyby (1965)
- Johnny Reno, regia di Robert Springsteen (1966)
- Le donne del pianeta preistorico (Women of the Prehistoric Planet), regia di Arthur C. Pierce (1966)
- Waco, una pistola infallibile (Waco), regia di R.G. Springsteen (1966)
- Il massacro del giorno di San Valentino (The St. Valentine's Day Massacre), regia di Roger Corman (1967)
- Night Fright, regia di James A. Sullivan (1967)
- I due invincibili (The Undefeated), regia di Andrew V. McLaglen (1969)
- Chisum, regia di Andrew V. McLaglen (1970])
- How's Your Love Life?, regia di Russel Vincent (1971)
- Il grande Jake (Big Jake), regia di George Sherman (1971)
- King Kong, regia di John Guillermin (1976)
- Mr. No Legs, regia di Ricou Browning (1979)
- Divided We Fall, regia di Jeff Burr e Kevin Meyer (1982)
- Perfect Victims, regia di Shuki Levy (1988)
- Soluzione finale (Miracle Mile), regia di Steve De Jarnatt (1988)
- Cabal (Nightbreed), regia di Clive Barker (1990)
- Premonizione di un delitto (Fear), regia di Rockne S. O'Bannon (1990)
- Body Bags, regia di John Carpenter (1993)
- The Naked Monster, regia di Wayne Berwick e Ted Newsom (2005)

### Televisione
- Climax! – serie TV, episodio 1x23 (1955)
- General Electric Theater – serie TV, episodio 6x03 (1957)
- Flight – serie TV, episodio 1x32 (1958)
- Perry Mason – serie TV, episodio 2x19 (1959)
- Gli uomini della prateria (Rawhide) – serie TV, episodi 2x06-3x05 (1959-1960)
- The Best of the Post – serie TV, episodio 1x13 (1961)
- Ripcord – serie TV, episodio 1x03 (1961)
- Combat! – serie TV, episodio 4x17 (1966)
- Zontar: The Thing from Venus – film TV, regia di Larry Buchanan (1966)
- Curse of the Swamp Creature – film TV, regia di Larry Buchanan (1966)
- Tre nipoti e un maggiordomo (Family Affair) – serie TV, episodio 1x28 (1967)
- Hondo – serie TV, episodio 1x09 (1967)
- Reporter alla ribalta (The Name of the Game) – serie TV, episodio 1x05 (1968)
- Il virginiano (The Virginian) – serie TV, episodi 2x24- 7x11 (1964-1968)
- Sulle strade della California (Police Story) – serie TV, episodio 3x19 (1976)
- Charlie's Angels – serie TV, episodio 1x05 (1976)
- Autostop per il cielo (Highway to Heaven) – serie TV, episodio 1x04 (1984)
- Ai confini della realtà (The Twilight Zone) – serie TV, episodio 1x24 (1986)

## Doppiatori italiani
Nelle versioni in italiano dei suoi film, John Agar è stato doppiato da:
- Giuseppe Rinaldi in I cavalieri del Nord Ovest, Iwo Jima, deserto di fuoco, Il colpevole è fra noi, La vendetta del mostro, Esecuzione al tramonto, La figlia del dr. Jekyll, Assalto dallo spazio
- Nando Gazzolo in Nel tempio degli uomini talpa
- Adolfo Geri in Il massacro di Fort Apache
- Gualtiero De Angelis in Tarantola
- Stefano Sibaldi in Sabbie rosse
- Cesare Barbetti in Joe Butterfly
- Michele Gammino in Il massacro del giorno di San Valentino